# Sotta
Sotta (en cors Sotta) és un municipi francès, situat a la regió de Còrsega, al departament de Còrsega del Sud. L'any 2020 tenia 1.556 habitants.
És un municipi rural, que conté moltes cases pairals disperses. Dedicat en gran part a l'agricultura tradicional, en la dècada de 1960 s'hi va desenvolupar el cultiu intensiu de la vinya.
La seva vegetació és típicament mediterrània, la màquia, on predominen el llentiscle, l'estepa, la murta, el bruc, i l'arboç, entre d'altres.

## Demografia
| 1962 | 1975 | 1982 | 1990 | 1999 | 2009 | 2014  | 2020  |
| ---- | ---- | ---- | ---- | ---- | ---- | ----- | ----- |
| 535  | 683  | 726  | 762  | 808  | 956  | 1.207 | 1.556 |

## Administració
| Període   | Identitat       | Partit | Qualitat |
| --------- | --------------- | ------ | -------- |
| 2008-2014 | Joseph Pietri   | DVD    |          |
| 2014-     | Jean-Marc Serra | DVD    |          |

## Personatges il·lustres
Alguns personatges il·lustres nascuts a Sotta:
- Joseph Comiti, polític.
- Ghjuvan-Andria Culioli (1884-1972), poeta.
- Gabriel Xavier Culioli, escriptor i periodista.
- Ghjuvanni Luciani de Cuvo, lingüista, poeta i periodista.
- Jacques Rocca Serra, polític.